# メモリーズ (GRANRODEOの曲)
「メモリーズ」は、GRANRODEOの楽曲で、23枚目のシングル。2015年6月3日に発売。発売元はLantis。

## 概要
前作「Punky Funky Love」から約4ヶ月強ぶりのシングル。表題曲は、テレビアニメ『黒子のバスケ』第3期第2クール誠凛VS洛山編のオープニングテーマに起用された。『黒子のバスケ』のオープニングを歌うのは今作を含めて6作目となった。
今作も初回限定盤、通常盤、アニメ盤の3種形態でのリリースとなった。また、4作連続で黒子のバスケのアニメタイアップとなり、帝光編以外の全てのオープニング主題歌を担当（帝光編のオープニング主題歌は小野賢章が担当）した。
カップリング曲「僕だけの歌」は、谷山紀章が主人公の声を担当する短編アニメ『ぐらP&ろで夫』第22話の挿入歌「ろで夫だけの歌」の原曲。

## チャート成績
2015年6月15日付のオリコン週間ランキングで、自己最高位となる6位を獲得。週間チャートトップ10入りは5作連続である。また、同年6月13日放送の『COUNT DOWN TV』内の「THIS WEEK TOP100」で6位を獲得。同番組でのトップ10入りは2作連続となる。

## シングル収録内容
| 全作詞: 谷山紀章、全作曲・編曲: 飯塚昌明。 |                               |          |            |      |
| #                                          | タイトル                      | 作詞     | 作曲・編曲 | 時間 |
| 1.                                         | 「メモリーズ」                | 谷山紀章 | 飯塚昌明   | 4:48 |
| 2.                                         | 「僕だけの歌」                | 谷山紀章 | 飯塚昌明   | 5:00 |
| 3.                                         | 「日常ホライズン」            | 谷山紀章 | 飯塚昌明   | 4:59 |
| 4.                                         | 「メモリーズ」(OFF VOCAL)     | 谷山紀章 | 飯塚昌明   | 4:48 |
| 5.                                         | 「僕だけの歌」(OFF VOCAL)     | 谷山紀章 | 飯塚昌明   | 5:00 |
| 6.                                         | 「日常ホライズン」(OFF VOCAL) | 谷山紀章 | 飯塚昌明   | 4:59 |
| 合計時間:                                  | 合計時間:                     | 29:34    |            |      |

| #  | タイトル                   | 作詞 | 作曲・編曲 |
| -- | -------------------------- | ---- | ---------- |
| 1. | 「メモリーズ」(Music Clip) |      |            |